# 임계초등학교
임계초등학교는 대한민국 강원특별자치도 정선군에 있는 초등학교다.

## 학교 연혁
- 1922.07.15 임계공립보통학교 개교
- 1980.03.13 소란분교장 개교
- 1981.03.01 병설유치원 개원
- 1992.03.01 도전,군대분교장 편입
- 1993.03.01 반천,월루,고양분교장 편입
- 1994.03.01 월탄분교장편입
- 1995.03.01 학급편제 10학급
- 1995.03.01 화성분교장 편입, 고양분교장 폐교
- 1996.03.01 임계초등학교로 명칭 변경,학급편제 9학급
- 1997.03.01 학급편제8학급(특수학급신설)
- 1998.03.01 학급편제7학급(특 1학급포함)
- 1998.03.01 반천분교장 폐교
- 1998.09.03 교사개축준공
- 1999.03.01 월탄분교장 폐교,문래분교장 편입
- 2003.09.01 소란분교장 폐교
- 2007.02.28 화성분교장, 월루분교장 폐교
- 2009.02.28 도전분교장, 문래분교장 폐교
- 2013.03.01 군대분교장 폐교
- 2018.09.01 제32대 이교진 교장  부임
- 2019.01.09 제94회 졸업식(10명 졸업, 누계 6,577명)
- 2022.03.01. 제33대 김창진 교장 부임
- 2023.09.01. 제34대 김승희 교장 부임

## 통합된 분교장
- 월탄분교
- 월루분교
- 소란분교
- 도전분교
- 화성분교
- 문래분교
- 반천분교
- 군대분교

## 참고 자료
- 임계초등학교 - 한국교육학술정보원 학교알리미